# Cloverdale (Missisipi)
Cloverdale – jednostka osadnicza w Stanach Zjednoczonych, w stanie Missisipi, w hrabstwie Adams.